# Petero Mataca
Petero Mataca (* 28. April 1933 in Cawaci; † 30. Juni 2014 in Suva) war ein fidschianischer Geistlicher und römisch-katholischer Erzbischof von Suva.

## Leben
Petero Mataca besuchte das St. Johns College in Levuka und trat 1950 in das Saint John Cawaci College in Ovalau ein. Er empfing durch den Patriarchen von Kilikien und Pro-Präfekten der Kongregation für die Evangelisierung der Völker, Grégoire-Pierre XV. Kardinal Agagianian, am 19. Dezember 1959 in Rom die Priesterweihe. Er wurde zusammen mit 45 anderen Priestern geweiht, als einziger aus dem südpazifischen Raum. Mataca war im Apostolischen Vikariat Fidschi-Inseln tätig, unter anderem als Pfarrer der Gemeinde Saint Francis Xavier in Navunibitu.
Papst Paul VI. ernannte ihn am 27. August 1974 zum Titularbischof von Siminina und zum Weihbischof in Suva. Die Bischofsweihe spendete ihm der Erzbischof von Kasama, George Hamilton Pearce SM, am 3. Dezember 1974; Mitkonsekratoren waren die Pierre-Paul-Émile Martin SM, emeritierter Erzbischof von Nouméa, und Victor Frederick Foley, emeritierter Erzbischof von Suva.
Am 10. April 1976 ernannte ihn Papst Paul VI. zum Erzbischof von Suva. Petero Mataca entwickelte 1975 den Pastoralplan für die Fidschi-Inseln. Er gründete ein Katechesezentrum in Navesi und veranlasste den Bau von zwölf Sekundarschulen in Vanua Levu und Viti Levu.
Papst Benedikt XVI. nahm am 19. Dezember 2012 sein aus Altersgründen vorgebrachtes Rücktrittsgesuch an. Er starb 81-jährig im Suva Private Hospital und ist in der Krypta der Sacred Heart Cathedral in Suva beigesetzt.